# 吳漢潤
吳漢潤（1940年3月22日—1996年2月25日），柬埔寨华人医生、演员和作家，后定居并入籍美国。前柬埔寨农业部部长曾仕伦（吴和顺）的胞兄，在柬埔寨經歷過赤柬政權的恐怖管治，1979年赤柬倒台後在泰國難民營當醫護工作，1980年移居美國，1985年因在《战火屠城》一片中饰演狄·潘而获得奥斯卡最佳男配角奖，1996年的2月25日，吳漢潤在他洛杉磯寓所旁的車庫遭到三名亞裔青年打劫並被射殺。
殺害吳漢潤的三名幫派份子在美國被判刑。吳漢潤被殺害的原因，柬埔寨民間認為是由波尔布特或其同黨指使。S-21集中營的負責人康克由2009年在法庭作證，說吳漢潤是因為演出《战火屠城》一片而被殺害。美國官方對此說法表示懷疑，認為只是搶劫殺人。

## 演出作品
- 1984年《战火屠城》
- 1986年《八二三炮戰》(台灣電影)
- 1987年《東方禿鷹》(香港電影)
- 1993年《天與地》

## 扩展阅读
- Ngor, Haing; Roger Warner. . Macmillan Publishing Company. 1987. ISBN 0-02-589330-0.
- Ngor, Haing; Roger Warner. . Carroll & Graf Publishers. 2003. ISBN 0-7867-1315-1.